# Hasta el final + Los ojos de la víctima + Subterranean hardcore
Hasta el final + Los ojos de la víctima + Subterranean hardcore es un CD recopilatorio de Subterranean Kids, lanzado en 2007 por BCore. Se editó como CD sencillo digipak más una descarga digital de 6 temas extras. En la página web de BCore aparece bajo el nombre de  «Early Stuff».

## Lista de canciones
1. Amigo  -  02:01
2. La rabia  -  02:30
3. Has llenado este vacío  -  01:16
4. No puedo perdonarte  -  01:41
5. Tú no eres nadie  -  01:50
6. Ciudadano ejemplar  -  01:51
7. Hasta el final  -  03:25
8. Los hijos del miedo  -  02:22
9. Mucho tiempo  -  01:52
10. Sentirme libre  -  01:46
11. En este lugar  -  02:32
12. A quién queréis engañar  -  02:24
13. Líderes revolucionarios  -  01:37
14. Siguiendo los pasos de tu padre  -  01:27
15. Harto de todo  -  00:17
16. Canción bestia  -  01:24
17. Manos sucias  -  01:46
18. Los ojos de la víctima  -  02:09
19. Gente  -  01:13
20. La ventana del odio  -  01:52
21. Vuestra historia  -  01:20
22. Yo  -  01:24
23. En casa me llaman loco  -  01:55
24. Escúpelo o trágalo  -  01:29
25. Canción bestia  -  01:20
26. Líderes revolucionarios  -  01:42
27. Calles vacías  -  00:53
28. Gente  -  01:17
29. Dime por qué estás tú aquí  -  01:09
30. Straight Edge  -  00:45
31. Nunca más  -  00:54
32. Sexo y nada más  -  01:05
33. Problemas  -  01:13
34. Yo no quiero  -  01:33
35. Comercio con vidas  -  01:30
36. Canción bestia (2ª parte)  -  02:56
37. ¿Puños o cabeza?  -  03:24
38. Te lo dije te lo advertí  -  01:48
39. ¿Qué hacéis?  -  01:33
40. Educación para el mañana  -  01:54
41. Miedo  -  01:48
42. Don't Care  -  00:59
43. Dios  -  01:38
44. Inútil  -  2:43
45. Dime por qué estás tú aquí  -  1:05
46. Una noche cualquiera  -  1:22
47. Flores en tu tumba  -  1:57
48. Solo un día  -  1:21
49. Prisionero de la locura  -  2:14

Notas
- 01-11, Hasta el final: Mini-LP, Patizambo Records, 1988.
- 12-24: Los ojos de la víctima, Mini-LP, Patizambo Records, 1986.
- 25-43: Subterranean hardcore Casete, Patizambo Records, 1985.
- 44-49: No incluidas en el CD. Solo por descarga de internet.